# Ladislav Demšar
Ladislav Demšar (in serbo Ладислав Демшар?; Novi Sad, 25 gennaio 1929 – 15 maggio 1992) è stato un cestista e allenatore di pallacanestro jugoslavo.
Era il marito di Marija Veger.

## Carriera
Con la Jugoslavia ha disputato i Campionati mondiali del 1950 e tre edizioni dei Campionati europei (1947, 1953, 1955).

## Palmarès

### Giocatore
- YUBA liga: 7

Stella Rossa Belgrado: 1948, 1949, 1950, 1951, 1952, 1954, 1955